# در جستجوی فردا
در جستجوی فردا (انگلیسی: Search for Tomorrow) یک مجموعه احساسی آمریکایی است که از سال ۱۹۵۱ تا ۱۹۸۲ در شبکه سی‌بی‌اس و از ۱۹۸۲ تا ۱۹۸۶ از شبکه ان‌بی‌سی پخش می‌شد. این مجموعه بعد از ۳۵ سال و بیش از ۹ هزار قسمت، در دسامبر ۱۹۸۶ به کار خود پایان داد. داستان مجموعه در شهرک تخیلی هندرسون و با تمرکز با کاراکتری به نام جوآن با بازی مری استوارت رخ می‌داد.